# Матч за звание чемпиона мира по шахматам по версии ПША 1993
Матч на первенство мира по шахматам по версии ПША между чемпионом мира Гарри Каспаровым и Найджелом Шортом проходил с 7 сентября по 21 октября 1993 года в Лондоне. Матч игрался на большинство из 24 партий и закончился досрочной победой Каспарова со счётом 12½:7½.

## Выход из ФИДЕ и создание ПША
Английский гроссмейстер Найджел Шорт стал претендентом на звание чемпиона мира, выиграв отборочный цикл, в полуфинале которого сенсационно победил экс-чемпиона мира Анатолия Карпова, а в финале — голландского гроссмейстера Яна Тиммана.. 26 февраля 1993 года во время турнира в Линаресе Каспаров и Шорт объявили, что матч пройдёт не под эгидой ФИДЕ, поскольку президент ФИДЕ Флоренсио Кампоманес принял решение о проведении матча в Манчестере и размере призового фонда, не проконсультировавшись с игроками. При этом до последнего момента Манчестер был единственным городом, приславшим удовлетворявшую требованиям ФИДЕ заявку на проведение матча, однако ровно перед истечением срока для направления заявок консорциум в составе британского телевизионного канала Channel 4 и финансовой группы IMG прислал ещё одну заявку с чуть большим призовым фондом. Каспаров и Шорт также объявили, что 10 % призового фонда будут направлены на создание новой структуры — Профессиональной шахматной ассоциации, которая представляла бы интересы ведущих шахматистов мира. Местом матча был определён Лондон.
После объявления Каспарова и Шорта о выходе ФИДЕ лишила Каспарова звания чемпиона мира и исключила обоих гроссмейстеров из рейтинг-листа. Чемпион мира по версии ФИДЕ должен был быть определён в матче между Карповым и Тимманом, который также прошёл осенью 1993 года (он начался 6 сентября).

## Ход матча
Главными арбитрами матча стали Ю. Авербах (Россия) и Р. Фалькон (Испания). Церемония открытия матча прошла 7 сентября 1993 года в ресторане «Симпсон», а матч игрался в театре Савой.
Первая партия была сыграна 9 сентября. В ней Каспаров в цейтноте соперника допустил ошибку и предложил ничью, однако Шорт отказался и не успел сделать последний ход перед контролем. Затем Каспаров одержал победы в третьей, четвёртой и седьмой партиях. В восьмой игравший белыми Шорт, не считаясь с жертвами, вёл очень опасную атаку, однако Каспаров точно отзащищался, а его единственную ошибку Шорт не использовал. Партия окончилась вничью. Девятая партия опять осталась за Каспаровым. В десятой после эффектной жертвы ферзя Шорт получил решающий перевес, однако не сумел его реализовать. После этого ещё четыре партии окончились вничью, а затем соперники обменялись победами — Шорт смог победить Каспарова только в шестнадцатой партии. Последней партией матча стала двадцатая, Каспаров набрал 12½ очков, что означало досрочное окончание матча.
| №           | Участники       | Рейтинг     | 1   | 2   | 3    | 4    | 5    | 6    | 7    | 8    | 9    | 10   | 11   | 12   | 13   | 14   | 15   | 16    | 17    | 18    | 19    | 20    | Очки |
| ----------- | --------------- | ----------- | --- | --- | ---- | ---- | ---- | ---- | ---- | ---- | ---- | ---- | ---- | ---- | ---- | ---- | ---- | ----- | ----- | ----- | ----- | ----- | ---- |
| 1           | Каспаров, Гарри | 2815        | 1   | ½   | 1    | 1    | ½    | ½    | 1    | ½    | 1    | ½    | ½    | ½    | ½    | ½    | 1    | 0     | ½     | ½     | ½     | ½     | 12½  |
| 2           | Найджел Шорт    | 2665        | 0   | ½   | 0    | 0    | ½    | ½    | 0    | ½    | 0    | ½    | ½    | ½    | ½    | ½    | 0    | 1     | ½     | ½     | ½     | ½     | 7½   |
| Игровые дни | Игровые дни     | Игровые дни | 7.9 | 9.9 | 11.9 | 14.9 | 16.9 | 18.9 | 21.9 | 23.9 | 25.9 | 28.9 | 30.9 | 2.10 | 5.10 | 7.10 | 9.10 | 12.10 | 14.10 | 16.10 | 19.10 | 21.10 |      |

## Примечательные партии

### Шорт — Каспаров
|   | a | b | c | d | e | f | g | h |   |
| - | --- | --- | --- | --- | --- | --- | --- | --- | - |
| 8 | a8 чёрная ладья · h8 белый слон · b7 чёрный слон · e7 белый ферзь · f7 белый конь · h7 чёрный король · a6 чёрная пешка · b5 чёрная пешка · h4 чёрная пешка · b3 белая пешка · b2 белая пешка · c2 белая пешка · g2 чёрный ферзь · h2 белая пешка · c1 белый король | a8 чёрная ладья · h8 белый слон · b7 чёрный слон · e7 белый ферзь · f7 белый конь · h7 чёрный король · a6 чёрная пешка · b5 чёрная пешка · h4 чёрная пешка · b3 белая пешка · b2 белая пешка · c2 белая пешка · g2 чёрный ферзь · h2 белая пешка · c1 белый король | a8 чёрная ладья · h8 белый слон · b7 чёрный слон · e7 белый ферзь · f7 белый конь · h7 чёрный король · a6 чёрная пешка · b5 чёрная пешка · h4 чёрная пешка · b3 белая пешка · b2 белая пешка · c2 белая пешка · g2 чёрный ферзь · h2 белая пешка · c1 белый король | a8 чёрная ладья · h8 белый слон · b7 чёрный слон · e7 белый ферзь · f7 белый конь · h7 чёрный король · a6 чёрная пешка · b5 чёрная пешка · h4 чёрная пешка · b3 белая пешка · b2 белая пешка · c2 белая пешка · g2 чёрный ферзь · h2 белая пешка · c1 белый король | a8 чёрная ладья · h8 белый слон · b7 чёрный слон · e7 белый ферзь · f7 белый конь · h7 чёрный король · a6 чёрная пешка · b5 чёрная пешка · h4 чёрная пешка · b3 белая пешка · b2 белая пешка · c2 белая пешка · g2 чёрный ферзь · h2 белая пешка · c1 белый король | a8 чёрная ладья · h8 белый слон · b7 чёрный слон · e7 белый ферзь · f7 белый конь · h7 чёрный король · a6 чёрная пешка · b5 чёрная пешка · h4 чёрная пешка · b3 белая пешка · b2 белая пешка · c2 белая пешка · g2 чёрный ферзь · h2 белая пешка · c1 белый король | a8 чёрная ладья · h8 белый слон · b7 чёрный слон · e7 белый ферзь · f7 белый конь · h7 чёрный король · a6 чёрная пешка · b5 чёрная пешка · h4 чёрная пешка · b3 белая пешка · b2 белая пешка · c2 белая пешка · g2 чёрный ферзь · h2 белая пешка · c1 белый король | a8 чёрная ладья · h8 белый слон · b7 чёрный слон · e7 белый ферзь · f7 белый конь · h7 чёрный король · a6 чёрная пешка · b5 чёрная пешка · h4 чёрная пешка · b3 белая пешка · b2 белая пешка · c2 белая пешка · g2 чёрный ферзь · h2 белая пешка · c1 белый король | 8 |
| 7 | a8 чёрная ладья · h8 белый слон · b7 чёрный слон · e7 белый ферзь · f7 белый конь · h7 чёрный король · a6 чёрная пешка · b5 чёрная пешка · h4 чёрная пешка · b3 белая пешка · b2 белая пешка · c2 белая пешка · g2 чёрный ферзь · h2 белая пешка · c1 белый король | a8 чёрная ладья · h8 белый слон · b7 чёрный слон · e7 белый ферзь · f7 белый конь · h7 чёрный король · a6 чёрная пешка · b5 чёрная пешка · h4 чёрная пешка · b3 белая пешка · b2 белая пешка · c2 белая пешка · g2 чёрный ферзь · h2 белая пешка · c1 белый король | a8 чёрная ладья · h8 белый слон · b7 чёрный слон · e7 белый ферзь · f7 белый конь · h7 чёрный король · a6 чёрная пешка · b5 чёрная пешка · h4 чёрная пешка · b3 белая пешка · b2 белая пешка · c2 белая пешка · g2 чёрный ферзь · h2 белая пешка · c1 белый король | a8 чёрная ладья · h8 белый слон · b7 чёрный слон · e7 белый ферзь · f7 белый конь · h7 чёрный король · a6 чёрная пешка · b5 чёрная пешка · h4 чёрная пешка · b3 белая пешка · b2 белая пешка · c2 белая пешка · g2 чёрный ферзь · h2 белая пешка · c1 белый король | a8 чёрная ладья · h8 белый слон · b7 чёрный слон · e7 белый ферзь · f7 белый конь · h7 чёрный король · a6 чёрная пешка · b5 чёрная пешка · h4 чёрная пешка · b3 белая пешка · b2 белая пешка · c2 белая пешка · g2 чёрный ферзь · h2 белая пешка · c1 белый король | a8 чёрная ладья · h8 белый слон · b7 чёрный слон · e7 белый ферзь · f7 белый конь · h7 чёрный король · a6 чёрная пешка · b5 чёрная пешка · h4 чёрная пешка · b3 белая пешка · b2 белая пешка · c2 белая пешка · g2 чёрный ферзь · h2 белая пешка · c1 белый король | a8 чёрная ладья · h8 белый слон · b7 чёрный слон · e7 белый ферзь · f7 белый конь · h7 чёрный король · a6 чёрная пешка · b5 чёрная пешка · h4 чёрная пешка · b3 белая пешка · b2 белая пешка · c2 белая пешка · g2 чёрный ферзь · h2 белая пешка · c1 белый король | a8 чёрная ладья · h8 белый слон · b7 чёрный слон · e7 белый ферзь · f7 белый конь · h7 чёрный король · a6 чёрная пешка · b5 чёрная пешка · h4 чёрная пешка · b3 белая пешка · b2 белая пешка · c2 белая пешка · g2 чёрный ферзь · h2 белая пешка · c1 белый король | 7 |
| 6 | a8 чёрная ладья · h8 белый слон · b7 чёрный слон · e7 белый ферзь · f7 белый конь · h7 чёрный король · a6 чёрная пешка · b5 чёрная пешка · h4 чёрная пешка · b3 белая пешка · b2 белая пешка · c2 белая пешка · g2 чёрный ферзь · h2 белая пешка · c1 белый король | a8 чёрная ладья · h8 белый слон · b7 чёрный слон · e7 белый ферзь · f7 белый конь · h7 чёрный король · a6 чёрная пешка · b5 чёрная пешка · h4 чёрная пешка · b3 белая пешка · b2 белая пешка · c2 белая пешка · g2 чёрный ферзь · h2 белая пешка · c1 белый король | a8 чёрная ладья · h8 белый слон · b7 чёрный слон · e7 белый ферзь · f7 белый конь · h7 чёрный король · a6 чёрная пешка · b5 чёрная пешка · h4 чёрная пешка · b3 белая пешка · b2 белая пешка · c2 белая пешка · g2 чёрный ферзь · h2 белая пешка · c1 белый король | a8 чёрная ладья · h8 белый слон · b7 чёрный слон · e7 белый ферзь · f7 белый конь · h7 чёрный король · a6 чёрная пешка · b5 чёрная пешка · h4 чёрная пешка · b3 белая пешка · b2 белая пешка · c2 белая пешка · g2 чёрный ферзь · h2 белая пешка · c1 белый король | a8 чёрная ладья · h8 белый слон · b7 чёрный слон · e7 белый ферзь · f7 белый конь · h7 чёрный король · a6 чёрная пешка · b5 чёрная пешка · h4 чёрная пешка · b3 белая пешка · b2 белая пешка · c2 белая пешка · g2 чёрный ферзь · h2 белая пешка · c1 белый король | a8 чёрная ладья · h8 белый слон · b7 чёрный слон · e7 белый ферзь · f7 белый конь · h7 чёрный король · a6 чёрная пешка · b5 чёрная пешка · h4 чёрная пешка · b3 белая пешка · b2 белая пешка · c2 белая пешка · g2 чёрный ферзь · h2 белая пешка · c1 белый король | a8 чёрная ладья · h8 белый слон · b7 чёрный слон · e7 белый ферзь · f7 белый конь · h7 чёрный король · a6 чёрная пешка · b5 чёрная пешка · h4 чёрная пешка · b3 белая пешка · b2 белая пешка · c2 белая пешка · g2 чёрный ферзь · h2 белая пешка · c1 белый король | a8 чёрная ладья · h8 белый слон · b7 чёрный слон · e7 белый ферзь · f7 белый конь · h7 чёрный король · a6 чёрная пешка · b5 чёрная пешка · h4 чёрная пешка · b3 белая пешка · b2 белая пешка · c2 белая пешка · g2 чёрный ферзь · h2 белая пешка · c1 белый король | 6 |
| 5 | a8 чёрная ладья · h8 белый слон · b7 чёрный слон · e7 белый ферзь · f7 белый конь · h7 чёрный король · a6 чёрная пешка · b5 чёрная пешка · h4 чёрная пешка · b3 белая пешка · b2 белая пешка · c2 белая пешка · g2 чёрный ферзь · h2 белая пешка · c1 белый король | a8 чёрная ладья · h8 белый слон · b7 чёрный слон · e7 белый ферзь · f7 белый конь · h7 чёрный король · a6 чёрная пешка · b5 чёрная пешка · h4 чёрная пешка · b3 белая пешка · b2 белая пешка · c2 белая пешка · g2 чёрный ферзь · h2 белая пешка · c1 белый король | a8 чёрная ладья · h8 белый слон · b7 чёрный слон · e7 белый ферзь · f7 белый конь · h7 чёрный король · a6 чёрная пешка · b5 чёрная пешка · h4 чёрная пешка · b3 белая пешка · b2 белая пешка · c2 белая пешка · g2 чёрный ферзь · h2 белая пешка · c1 белый король | a8 чёрная ладья · h8 белый слон · b7 чёрный слон · e7 белый ферзь · f7 белый конь · h7 чёрный король · a6 чёрная пешка · b5 чёрная пешка · h4 чёрная пешка · b3 белая пешка · b2 белая пешка · c2 белая пешка · g2 чёрный ферзь · h2 белая пешка · c1 белый король | a8 чёрная ладья · h8 белый слон · b7 чёрный слон · e7 белый ферзь · f7 белый конь · h7 чёрный король · a6 чёрная пешка · b5 чёрная пешка · h4 чёрная пешка · b3 белая пешка · b2 белая пешка · c2 белая пешка · g2 чёрный ферзь · h2 белая пешка · c1 белый король | a8 чёрная ладья · h8 белый слон · b7 чёрный слон · e7 белый ферзь · f7 белый конь · h7 чёрный король · a6 чёрная пешка · b5 чёрная пешка · h4 чёрная пешка · b3 белая пешка · b2 белая пешка · c2 белая пешка · g2 чёрный ферзь · h2 белая пешка · c1 белый король | a8 чёрная ладья · h8 белый слон · b7 чёрный слон · e7 белый ферзь · f7 белый конь · h7 чёрный король · a6 чёрная пешка · b5 чёрная пешка · h4 чёрная пешка · b3 белая пешка · b2 белая пешка · c2 белая пешка · g2 чёрный ферзь · h2 белая пешка · c1 белый король | a8 чёрная ладья · h8 белый слон · b7 чёрный слон · e7 белый ферзь · f7 белый конь · h7 чёрный король · a6 чёрная пешка · b5 чёрная пешка · h4 чёрная пешка · b3 белая пешка · b2 белая пешка · c2 белая пешка · g2 чёрный ферзь · h2 белая пешка · c1 белый король | 5 |
| 4 | a8 чёрная ладья · h8 белый слон · b7 чёрный слон · e7 белый ферзь · f7 белый конь · h7 чёрный король · a6 чёрная пешка · b5 чёрная пешка · h4 чёрная пешка · b3 белая пешка · b2 белая пешка · c2 белая пешка · g2 чёрный ферзь · h2 белая пешка · c1 белый король | a8 чёрная ладья · h8 белый слон · b7 чёрный слон · e7 белый ферзь · f7 белый конь · h7 чёрный король · a6 чёрная пешка · b5 чёрная пешка · h4 чёрная пешка · b3 белая пешка · b2 белая пешка · c2 белая пешка · g2 чёрный ферзь · h2 белая пешка · c1 белый король | a8 чёрная ладья · h8 белый слон · b7 чёрный слон · e7 белый ферзь · f7 белый конь · h7 чёрный король · a6 чёрная пешка · b5 чёрная пешка · h4 чёрная пешка · b3 белая пешка · b2 белая пешка · c2 белая пешка · g2 чёрный ферзь · h2 белая пешка · c1 белый король | a8 чёрная ладья · h8 белый слон · b7 чёрный слон · e7 белый ферзь · f7 белый конь · h7 чёрный король · a6 чёрная пешка · b5 чёрная пешка · h4 чёрная пешка · b3 белая пешка · b2 белая пешка · c2 белая пешка · g2 чёрный ферзь · h2 белая пешка · c1 белый король | a8 чёрная ладья · h8 белый слон · b7 чёрный слон · e7 белый ферзь · f7 белый конь · h7 чёрный король · a6 чёрная пешка · b5 чёрная пешка · h4 чёрная пешка · b3 белая пешка · b2 белая пешка · c2 белая пешка · g2 чёрный ферзь · h2 белая пешка · c1 белый король | a8 чёрная ладья · h8 белый слон · b7 чёрный слон · e7 белый ферзь · f7 белый конь · h7 чёрный король · a6 чёрная пешка · b5 чёрная пешка · h4 чёрная пешка · b3 белая пешка · b2 белая пешка · c2 белая пешка · g2 чёрный ферзь · h2 белая пешка · c1 белый король | a8 чёрная ладья · h8 белый слон · b7 чёрный слон · e7 белый ферзь · f7 белый конь · h7 чёрный король · a6 чёрная пешка · b5 чёрная пешка · h4 чёрная пешка · b3 белая пешка · b2 белая пешка · c2 белая пешка · g2 чёрный ферзь · h2 белая пешка · c1 белый король | a8 чёрная ладья · h8 белый слон · b7 чёрный слон · e7 белый ферзь · f7 белый конь · h7 чёрный король · a6 чёрная пешка · b5 чёрная пешка · h4 чёрная пешка · b3 белая пешка · b2 белая пешка · c2 белая пешка · g2 чёрный ферзь · h2 белая пешка · c1 белый король | 4 |
| 3 | a8 чёрная ладья · h8 белый слон · b7 чёрный слон · e7 белый ферзь · f7 белый конь · h7 чёрный король · a6 чёрная пешка · b5 чёрная пешка · h4 чёрная пешка · b3 белая пешка · b2 белая пешка · c2 белая пешка · g2 чёрный ферзь · h2 белая пешка · c1 белый король | a8 чёрная ладья · h8 белый слон · b7 чёрный слон · e7 белый ферзь · f7 белый конь · h7 чёрный король · a6 чёрная пешка · b5 чёрная пешка · h4 чёрная пешка · b3 белая пешка · b2 белая пешка · c2 белая пешка · g2 чёрный ферзь · h2 белая пешка · c1 белый король | a8 чёрная ладья · h8 белый слон · b7 чёрный слон · e7 белый ферзь · f7 белый конь · h7 чёрный король · a6 чёрная пешка · b5 чёрная пешка · h4 чёрная пешка · b3 белая пешка · b2 белая пешка · c2 белая пешка · g2 чёрный ферзь · h2 белая пешка · c1 белый король | a8 чёрная ладья · h8 белый слон · b7 чёрный слон · e7 белый ферзь · f7 белый конь · h7 чёрный король · a6 чёрная пешка · b5 чёрная пешка · h4 чёрная пешка · b3 белая пешка · b2 белая пешка · c2 белая пешка · g2 чёрный ферзь · h2 белая пешка · c1 белый король | a8 чёрная ладья · h8 белый слон · b7 чёрный слон · e7 белый ферзь · f7 белый конь · h7 чёрный король · a6 чёрная пешка · b5 чёрная пешка · h4 чёрная пешка · b3 белая пешка · b2 белая пешка · c2 белая пешка · g2 чёрный ферзь · h2 белая пешка · c1 белый король | a8 чёрная ладья · h8 белый слон · b7 чёрный слон · e7 белый ферзь · f7 белый конь · h7 чёрный король · a6 чёрная пешка · b5 чёрная пешка · h4 чёрная пешка · b3 белая пешка · b2 белая пешка · c2 белая пешка · g2 чёрный ферзь · h2 белая пешка · c1 белый король | a8 чёрная ладья · h8 белый слон · b7 чёрный слон · e7 белый ферзь · f7 белый конь · h7 чёрный король · a6 чёрная пешка · b5 чёрная пешка · h4 чёрная пешка · b3 белая пешка · b2 белая пешка · c2 белая пешка · g2 чёрный ферзь · h2 белая пешка · c1 белый король | a8 чёрная ладья · h8 белый слон · b7 чёрный слон · e7 белый ферзь · f7 белый конь · h7 чёрный король · a6 чёрная пешка · b5 чёрная пешка · h4 чёрная пешка · b3 белая пешка · b2 белая пешка · c2 белая пешка · g2 чёрный ферзь · h2 белая пешка · c1 белый король | 3 |
| 2 | a8 чёрная ладья · h8 белый слон · b7 чёрный слон · e7 белый ферзь · f7 белый конь · h7 чёрный король · a6 чёрная пешка · b5 чёрная пешка · h4 чёрная пешка · b3 белая пешка · b2 белая пешка · c2 белая пешка · g2 чёрный ферзь · h2 белая пешка · c1 белый король | a8 чёрная ладья · h8 белый слон · b7 чёрный слон · e7 белый ферзь · f7 белый конь · h7 чёрный король · a6 чёрная пешка · b5 чёрная пешка · h4 чёрная пешка · b3 белая пешка · b2 белая пешка · c2 белая пешка · g2 чёрный ферзь · h2 белая пешка · c1 белый король | a8 чёрная ладья · h8 белый слон · b7 чёрный слон · e7 белый ферзь · f7 белый конь · h7 чёрный король · a6 чёрная пешка · b5 чёрная пешка · h4 чёрная пешка · b3 белая пешка · b2 белая пешка · c2 белая пешка · g2 чёрный ферзь · h2 белая пешка · c1 белый король | a8 чёрная ладья · h8 белый слон · b7 чёрный слон · e7 белый ферзь · f7 белый конь · h7 чёрный король · a6 чёрная пешка · b5 чёрная пешка · h4 чёрная пешка · b3 белая пешка · b2 белая пешка · c2 белая пешка · g2 чёрный ферзь · h2 белая пешка · c1 белый король | a8 чёрная ладья · h8 белый слон · b7 чёрный слон · e7 белый ферзь · f7 белый конь · h7 чёрный король · a6 чёрная пешка · b5 чёрная пешка · h4 чёрная пешка · b3 белая пешка · b2 белая пешка · c2 белая пешка · g2 чёрный ферзь · h2 белая пешка · c1 белый король | a8 чёрная ладья · h8 белый слон · b7 чёрный слон · e7 белый ферзь · f7 белый конь · h7 чёрный король · a6 чёрная пешка · b5 чёрная пешка · h4 чёрная пешка · b3 белая пешка · b2 белая пешка · c2 белая пешка · g2 чёрный ферзь · h2 белая пешка · c1 белый король | a8 чёрная ладья · h8 белый слон · b7 чёрный слон · e7 белый ферзь · f7 белый конь · h7 чёрный король · a6 чёрная пешка · b5 чёрная пешка · h4 чёрная пешка · b3 белая пешка · b2 белая пешка · c2 белая пешка · g2 чёрный ферзь · h2 белая пешка · c1 белый король | a8 чёрная ладья · h8 белый слон · b7 чёрный слон · e7 белый ферзь · f7 белый конь · h7 чёрный король · a6 чёрная пешка · b5 чёрная пешка · h4 чёрная пешка · b3 белая пешка · b2 белая пешка · c2 белая пешка · g2 чёрный ферзь · h2 белая пешка · c1 белый король | 2 |
| 1 | a8 чёрная ладья · h8 белый слон · b7 чёрный слон · e7 белый ферзь · f7 белый конь · h7 чёрный король · a6 чёрная пешка · b5 чёрная пешка · h4 чёрная пешка · b3 белая пешка · b2 белая пешка · c2 белая пешка · g2 чёрный ферзь · h2 белая пешка · c1 белый король | a8 чёрная ладья · h8 белый слон · b7 чёрный слон · e7 белый ферзь · f7 белый конь · h7 чёрный король · a6 чёрная пешка · b5 чёрная пешка · h4 чёрная пешка · b3 белая пешка · b2 белая пешка · c2 белая пешка · g2 чёрный ферзь · h2 белая пешка · c1 белый король | a8 чёрная ладья · h8 белый слон · b7 чёрный слон · e7 белый ферзь · f7 белый конь · h7 чёрный король · a6 чёрная пешка · b5 чёрная пешка · h4 чёрная пешка · b3 белая пешка · b2 белая пешка · c2 белая пешка · g2 чёрный ферзь · h2 белая пешка · c1 белый король | a8 чёрная ладья · h8 белый слон · b7 чёрный слон · e7 белый ферзь · f7 белый конь · h7 чёрный король · a6 чёрная пешка · b5 чёрная пешка · h4 чёрная пешка · b3 белая пешка · b2 белая пешка · c2 белая пешка · g2 чёрный ферзь · h2 белая пешка · c1 белый король | a8 чёрная ладья · h8 белый слон · b7 чёрный слон · e7 белый ферзь · f7 белый конь · h7 чёрный король · a6 чёрная пешка · b5 чёрная пешка · h4 чёрная пешка · b3 белая пешка · b2 белая пешка · c2 белая пешка · g2 чёрный ферзь · h2 белая пешка · c1 белый король | a8 чёрная ладья · h8 белый слон · b7 чёрный слон · e7 белый ферзь · f7 белый конь · h7 чёрный король · a6 чёрная пешка · b5 чёрная пешка · h4 чёрная пешка · b3 белая пешка · b2 белая пешка · c2 белая пешка · g2 чёрный ферзь · h2 белая пешка · c1 белый король | a8 чёрная ладья · h8 белый слон · b7 чёрный слон · e7 белый ферзь · f7 белый конь · h7 чёрный король · a6 чёрная пешка · b5 чёрная пешка · h4 чёрная пешка · b3 белая пешка · b2 белая пешка · c2 белая пешка · g2 чёрный ферзь · h2 белая пешка · c1 белый король | a8 чёрная ладья · h8 белый слон · b7 чёрный слон · e7 белый ферзь · f7 белый конь · h7 чёрный король · a6 чёрная пешка · b5 чёрная пешка · h4 чёрная пешка · b3 белая пешка · b2 белая пешка · c2 белая пешка · g2 чёрный ферзь · h2 белая пешка · c1 белый король | 1 |
|   | a | b | c | d | e | f | g | h |   |

1. e4 c5 2. Кf3 d6 3. d4 cd 4. К:d4 Кf6 5. Кc3 a6 6. Сc4 e6 7. Сb3 Кbd7 8. f4 Кc5 9. e5 de 10. fe Кfd7 11. Сf4 b5 12. Фg4 h5 13. Фg3 h4 14. Фg4 g5 15. O-O-O Фe7 16. Кc6 К:b3 17. ab Фc5 18. Кe4 Ф:c6 19. С:g5 Сb7 20. Лd6 С:d6 21. К:d6+ Крf8 22. Лf1 К:e5 23. Ф:e6 Фd5 24. Л:f7+ К:f7 25. Сe7+ Крg7 26. Фf6+ Крh7 27. К:f7 Фh5 28. Кg5+ Крg8 29. Фe6+ Крg7 30. Фf6+ Крg8 31. Фe6+ Крg7 32. Сf6+ Крh6 33. Кf7+ Крh7 34. Кg5+ Крh6 35. С:h8+ Фg6 36. Кf7+ Крh7 37. Фe7 Ф:g2 (см. диаграмму)
38. Сe5? (самая головоломная партия матча; сейчас после 38. Сd4! белые всё-таки должны были победить…) Фf1+ 39. Крd2 Фf2+ 40. Крd3 Фf3+ 41. Крd2 Фf2+, ½ : ½. «Сегодня я бил по пустым воротам, но не попал» (Шорт об этой партии)